# Ascogaster temporalis
Ascogaster temporalis är en stekelart som beskrevs av Vladimir Ivanovich Tobias 1986. Ascogaster temporalis ingår i släktet Ascogaster och familjen bracksteklar. Inga underarter finns listade.